# Вагнинг, Эстер
Эстер Вагнинг (дат. Esther Nielsen Vagning; 28 июня 1905, Стриб-Рёйлесков, ныне в составе коммуны Миддельфарт — 31 декабря 1986, Копенгаген) — датская пианистка.
Начала заниматься музыкой в трёхлетнем возрасте, с 14 лет играла в местных кинотеатрах, аккомпанируя немому кино. Уже в юности выступала в ансамбле с заметными местными музыкантами — в частности, с Педером Мёллером. С 17 лет занималась под руководством Агнес Адлер, изучала также теорию музыки под руководством Гортензии Панум. Дебютировала как солистка в 1928 году в парке «Тиволи», исполнив Третий фортепианный концерт Людвига ван Бетховена. В начале 1930-х гг. совершенствовала своё мастерство в Париже у Сантьяго Риеры и в Берлине у Эдвина Фишера.
Вагнинг вела интенсивную концертную деятельность: по подсчётам, выполненным к 25-летию её концертной карьеры, за это время она дала 1289 выступлений, в том числе 49 заграничных. Как ансамблистка она особенно много выступала в составе фортепианного трио с Генри Хольстом и Эрлингом Блёндалем Бенгтссоном (именно в таком составе они выступили, в частности, в 1978 г. на концерте в честь 50-летия концертной карьеры Вагнинг). Одновременно в 1936—1944 гг. Вагнинг работала репетитором в хоре Датского Радио, сотрудничая, в частности, с дирижёром Николаем Малько. В 1960—1975 гг. она преподавала в Королевской консерватории, среди её учеников Элизабет Вестенхольц.